# تشکیل پرونده
تشکیل پرونده (فرانسوی: Profilage‎) یک مجموعهٔ تلویزیونی پلیسی دلهره‌آور-درام فرانسوی است که در سال ۲۰۰۹ منتشر شد. این سریال در آمریکا با نام قتل‌های پاریس از شبکهٔ پی‌بی‌اس پخش شد. از بازیگران این مجموعه می‌توان به گیوم دو تونکدک، ایلن زیمر و فیلیپ با نام برد